# Воронков, Владимир Андреевич
Влади́мир Андре́евич Воронко́в (1926, Донской округ, Северо-Кавказский край, СССР — 1991, Керчь, СССР) — капитан среднего рыболовного траулера «Наяхан» управления активного морского лова и транспорта Главсахалинрыбпрома Министерства рыбной промышленности СССР (Сахалинская область), Герой Социалистического Труда (1957).

## Биография
Родился в 1926 году в Донском округе Северо-Кавказском крае (ныне территория Ростовской области).
Работать начал начал в 1941 году, с 1953 года — капитан среднего рыболовного траулера «Наяхан» Невельской базы тралового флота управления активного морского лова и транспорта Сахалинского производственного объединения рыбной промышленности «Сахалинрыбпром» Главного управления «Дальрыба» Минрыбпрома СССР (в мае 1957 года Министерство упразднено). Одним из первых применил ловлю рыбы методом кормового траления.
Указом Президиума Верховного Совета СССР от 2 марта 1957 года «за выдающиеся успехи в развитии рыбного промысла в открытых морях и достигнутые высокие показатели в добыче рыбы» удостоен звания Героя Социалистического Труда с вручением ордена Ленина и золотой медали «Серп и Молот».
Жил и работал в Крымской области УССР, был капитаном-директором рефрижератора «Герои Эльтигена» Керченского производственного объединения рыбной промышленности «Керчьрыбпром» Всесоюзного рыбопромышленного объединения Азово-Черноморского бассейна («Азчеррыба») Минрыбхоза СССР. Умер 7 марта 1991 года, похоронен на городском кладбище Керчи..
Награждён орденом Ленина (02.03.1957), медалями.